# Alick McKenzie
Alick McKenzie (Lebensdaten unbekannt) war ein schottischer Fußballspieler, der auf der Position des Torwarts und Stürmers spielte.

## Karriere
Alick McKenzie spielte in seiner Fußballkarriere zwischen 1884 und 1894 für die Glasgow Rangers. Sein Debüt für die „Rangers“ gab er am 4. Oktober 1884 bei einem 2:2-Unentschieden gegen Third Lanark in der 2. Runde des Scottish FA Cup 1884/85. Ab 1890 spielte McKenzie mit den „Rangers“ in der neu gegründeten Scottish Football League. In der Saison 1890/91 absolvierte er drei Ligaspiele. Dabei kam er zweimal als Ersatz von David Reid im Tor zum Einsatz. Am 9. Mai 1891 wurde McKenzie als Stürmer eingesetzt und konnte gegen Third Lanark einen Hattrick erzielen. Die Saison 1890/91 schloss das Team als Schottischer Meister ab. In den beiden folgenden Spielzeiten kam McKenzie weiterhin nur sporadisch zum Einsatz. In seiner zehnjährigen Zeit bei den „Rangers“ kam er auf insgesamt 35 Pflichtspiele und 18 Tore.

## Erfolge
mit den Glasgow Rangers
- Schottischer Meister (1): 1891